# Reaktor jądrowy ciężkowodny CANDU
| 1 | Pakiety paliwowe                 | 8  | Maszyna załadunku paliwa       |
| 2 | Calandria (rdzeń reaktora)       | 9  | Ciężka woda moderator          |
| 3 | Pręty regulacyjne                | 10 | Kanały ciśnieniowe             |
| 4 | Ciężka woda zbiornik ciśnieniowy | 11 | Wyjście pary do turbiny        |
| 5 | Generator pary                   | 12 | Powrót chłodnej wody z turbiny |
| 6 | Pompa wody                       | 13 | Obudowa bezpieczeństwa         |
| 7 | Pompa wody                       |    |                                |

Schemat reaktora CANDU: Ciężką wodę w obiegu pierwotnym oznaczono kolorem żółtym, pełniącą rolę moderatora – różowym. Lekką wodę obiegu wtórnego – czerwonym (gorąca) i niebieskim (zimna).

CANDU (ang. Canadian Deuterium Uranium) – opracowany w Kanadzie ciężkowodny reaktor ciśnieniowy (PHWR), w którym rolę moderatora i chłodziwa pełni ciężka woda.
Kanada posiada własne, bogate złoża uranu. Stąd w tym kraju, na przełomie lat pięćdziesiątych i sześćdziesiątych, zrodziła się potrzeba skonstruowania reaktora jądrowego wykorzystującego jako paliwo uran naturalny (nie wzbogacony). W tym celu w układzie reaktora zdecydowano się użyć ciężkiej wody, która jest bardzo dobrym moderatorem – zapewnia wydajne obniżenie energii neutronów, jednocześnie pochłaniając ich znacznie mniej niż woda lekka (zwykła). Dzięki takim cechom moderatora możliwe jest utrzymanie wymiarów reaktora na poziomie reaktorów lekkowodnych i zastosowanie jako paliwa uranu niewzbogaconego, mimo że ma on wielokrotnie mniejszy przekrój czynny na rozszczepienie neutronami termicznymi niż uran wzbogacony.
Reaktory CANDU były pierwszymi komercyjnymi reaktorami wykorzystującymi ciężką wodę. Pierwszy reaktor uruchomiono w 1967 roku koło miasta Douglas Point. Miał on moc elektryczną 200 MW. Kosztował wówczas 80 milionów USD.

## Budowa
Typowe reaktory CANDU pracują w układzie dwuobiegowym, z ciśnieniowym obiegiem pierwotnym, podobnie jak reaktory PWR. Rdzeń znajduje się w dużym cylindrycznym, niskociśnieniowym zbiorniku stalowym zwanym kalandrią, wypełnionym ciężką wodą. Przez zbiornik przechodzi kilkaset poziomych ciśnieniowych kanałów paliwowych, zawierających paliwo uranowe zanurzone w ciężkiej wodzie, która pełni tutaj funkcję czynnika chłodzącego. Chłodziwo, przepompowywane pod dużym ciśnieniem przez kanał, odbiera wytwarzane w paliwie ciepło i przenosi je poza rdzeń do wymienników ciepła. Tam jest oddawane do drugiego obiegu, wtórnego, zawierającego zwykłą (lekką) wodę. Zarówno konstrukcja wymienników ciepła, jak i wyposażenie obiegu wtórnego są podobne do stosowanych w reaktorach PWR.
Paliwo ma postać pastylek ceramicznych, formowanych z dwutlenku uranu, zamkniętych szczelnie w koszulkach ze stopu cyrkonu. Pręty paliwowe łączone są w wiązki zawierające po kilkadziesiąt prętów. Wiązki prętów paliwowych są wsuwane stopniowo coraz głębiej do kanałów paliwowych z obu powierzchni czołowych cylindra zbiornika (dla wyrównania nierównomierności w wypalaniu paliwa), a usuwane z przeciwnych końców kanałów po drugiej stronie rdzenia za pomocą maszyny przeładowczej. Każdy kanał zawiera dwanaście wiązek prętów ułożonych jedna za drugą.
Załadunek i wyładunek paliwa odbywa się w sposób ciągły podczas normalnej pracy reaktora (średnio codziennie wymienia się 15 wiązek paliwa). Pozwala to osiągnąć współczynnik dyspozycyjności reaktora sięgający 80% w skali rocznej.

## Działające reaktory CANDU
Na świecie pracuje 31 reaktorów typu CANDU, nie licząc 11 reaktorów ciężkowodnych wzorowanych na CANDU, pracujących w Indiach, a powstałych w wyniku inżynierii wstecznej po tym, jak Kanada zerwała współpracę z Indiami na polu energii atomowej, gdy te dokonały próbnej eksplozji jądrowej.
Kraje wykorzystujące reaktory CANDU:
- Kanada (19 reaktorów)
- Korea Południowa (4 reaktory)
- Chiny (2)
- Indie (2)
- Argentyna (1)
- Rumunia (2)
- Pakistan (1)